# Alfred Kienzle
Alfred Kienzle (* 1. Mai 1913 in Stuttgart; † 4. September 1940 in Reims) war ein deutscher Wasserballspieler.
Alfred Kienzle wirkte bei den Olympischen Spielen 1936 nur im letzten Spiel der Zwischenrunde gegen die Schweden mit, die deutsche Mannschaft gewann das Spiel mit 4:1. Nachdem das deutsche Team hinter Ungarn den zweiten Platz in der Finalrunde belegt hatte, erhielt auch Kienzle die Silbermedaille. Zwei Jahre später gewann die deutsche Mannschaft mit Kienzle bei der Europameisterschaft in London ebenfalls Silber hinter den Ungarn.